# Felix von Thümen
Felix Karl Albert Ernst Joachim Thümen (Dresda, 6 febbraio 1839 – Teplitz-Schönau, 13 ottobre 1892) è stato un botanico e micologo tedesco.
Felix von Thümen si diplomò presso il Gymnasium di Dresda ed entrò nell'esercito prussiano all'età di 19 anni, ma ben presto si congedò a causa di un infortunio subito a seguito di una caduta da cavallo. Dopo un breve periodo di lavoro in agricoltura dovette abbandonare la gestione dei propri patrimoni familiari e dedicò il resto della sua vita alla ricerca botanica e micologica. Influenzato principalmente da Ludwig Reichenbach dedicò gran parte del suo interesse per lo studio dei funghi. Nel 1876 divenne assistente ricercatore presso la stazione di ricerca chimico-fisiologica in Klosterneuburg, incarico che occupò per il resto della sua vita. L'incarico gli offrì una notevole libertà nella scelta del suo domicilio, così visse per diversi periodi a Vienna, Berlino e Gorizia. Soffriva di una malattia cardiaca grave, per la quale più volte visitò le terme di Teplitz-Schönau, dove morì all'età di 54.
Fu membro della Regia Accademia delle Scienze Prussiana.
| Thüm. è l'abbreviazione standard utilizzata per le piante descritte da Felix von Thümen. Consulta l'elenco delle piante assegnate a questo autore dall'IPNI. |